# 豫西鄂北会战
豫西鄂北会战為1945年3月21日至5月11日，在抗日戰爭中，國軍第5、第1戰區部隊在河南省西部、湖北省北部地方對日軍華北方面軍第12軍所進行的防禦戰役。

## 背景
日軍為解除中國空軍及豫西方面部隊對平漢路南段的威脅，並配合湖南方面的湘西作戰（湘西會戰），集中5個師團、3個旅團的兵力，分3路向豫西和鄂北進攻，日軍文件中對於此場戰役的目標是排除湖北地區的空軍威脅，因此作戰目標在以陸軍破壞甚至佔領湖北省老河口地區的空軍前線機場確保大陸交通線的穩固。1945年3月3日，日军第12军下达老河口作战命令，为了“占领和确保老河口机场”，连接西安的西峡口和南阳是首先考虑的攻击目标。
- 第一战区
  - 第31集团军总司令王仲廉
    - 第85军军长吴绍周
    - 第79军军长陈大庆
    - 第27军军长谢辅三
    - 第90军第28师师长王应尊

新1师、暂编62师
- 第五战区
  - 南阳守军为刘汝明将军之68军
  - 镇平新八军高树勋所部设防
  - 内乡为河南警备总司令刘茂恩所部地第15军设防。”

## 過程（鄂北方面）
3月21日由荊門北進的日軍第39師團主力、獨立第5、第11旅團各一部向第5戰區防地進攻，在桐木嶺、鹽池廟一線與第59軍一部接觸。
3月23日日軍攻陷自忠縣。
3月26日國軍第59軍主力及第69軍與日軍于歐家廟、武家堰和八都河一線，與日軍激戰。
此時日軍一部與其在歐家廟的主力會合攻陷襄陽、樊城，守軍第69軍分向樊城東北和襄陽西南突圍。陷襄樊的日軍向穀城策應老河口的日軍作戰；一部會合襄河以西的日軍再攻南漳。
4月2日日軍再陷南漳。
4月5日日軍向泰鴻山猛攻。
4月10日日軍放棄南漳，向荊門以東撤退。襄陽附近的日軍4000餘人沿襄河西進，守軍第69軍放棄茨河市後，向穀城前進。
4月12日國軍第22集團軍攻入茨河市。國軍開始追擊日軍。
4月18日國軍收復樊城。
至此，襄河以西恢復戰前態勢。

## 過程（豫西方面）
3月21日日軍第115師團、第110師團、獨立第11旅團、騎兵第4旅團、戰車第3師團一部，由豫中鲁山—叶县—舞阳等地分兵六路向第5戰區新編第8、第68、第55軍陣地進攻。
3月23日部署于李青店－象河关一线的中国军队阵地被日军突破，退守南陽。24日，日军先头部队进犯南阳城东大盆窑。25日，日军留一部包围南阳城，其余日军一部向老河口推进，一部向内乡一带追击。二线兵团吉武支队由禹县急行南下，26日对南阳实施迂回包抄并发动进攻。第五战区以第二集团军68军143师(师长黄樵松)防守南阳。27日，日军吉武支队向南阳城外143师防线发动全线进攻。30日下午，日军突破南阳城外阵地进入城内。4月1日，143师奉命撤防；当晚，部队兵分两路朝东南方向突围，到达唐河境内。
3月26日日軍騎兵第4旅團推進至老河口、光化附近。3月27日，日军突袭并占领了老河口飞机场。第五战区部队顿去空援，主力开始向西、南撤退。3月27日日軍在老河口與國軍第45軍一個師發生激戰。日軍另一部向鎮平、內鄉、西峽口方面進攻，國軍新編第8軍逐次抵抗。日軍一部越過內鄉，向第1戰區第15軍進攻。
3月28日日軍攻陷李官橋、鎮平、內鄉。
3月29日日軍向擋賊口、西峽口、淅川挺進。
3月30日淅川失陷。3月30日拂晓，日军步骑3千余人、砲2门、战车10辆，向西峡口城砦围攻，激战至夜，另有敌一路1千余人，向第23师稻田沟，庞家营进攻。3月31日，西峡口防守战颇形危急，第23师曾派队夤夜前往援救，但在前进途中受敌阻止，救援部队终未能到达。凌晨西峡口守军在营长刘昶率领下仅存30余人，至三时西峡口镇失陷。日军越过灌河西进，猛攻马头山、奎文关、霸王寨、杨岗、白沙等阵地。中国守军以密集炮火杀敌，数次打退日军的进攻。双方阵地反复争夺，多次易手，日139联队中队长太田被击毙。
4月2日國軍轉進穀城附近。
4月3日，31集团军总司令王仲廉实施袋形战术，计划诱敌于西峡口以西、重阳店以东约30华里地区扫荡作战围而歼之。4日，日军在坦克先导下发起进攻，新编43师与敌昼夜激战，毙伤敌300余人。5日，日军侦悉中国意图，迅速向半川阵地收缩。至7日午后1时，肃清日军仅极少数敌脱逃向西峡口溃竄，歼敌约五千余名，击毁战车总共21辆，山砲12门，虏获完整山砲2门，破损者2门，轻重机枪34挺，步枪858枝，战马123匹。4月8日晚，新43师黄师长报告：“在重阳店村内一带有数百具敌尸中，发现敌110师团139联队长下枝龙男、大队长国本正次、代理大队长小矶、大尉松本、岩崎、安威、城本、山崎、柳赖（均系中队长），砲兵中队长松崎、少尉小矶及野战医院院长长森崎等。” 10日，中国军队对半川发起进攻，“野炮重炮交叉着山炮、迫击炮的炮击极为猛烈”。日军战死“中队长以下14名，负伤者更超出此数的数倍”。15日夜“陷于苦境，伤亡层出，危机越来越大”的日军仓皇撤出半川阵地。 
4月7日國軍收復魅門關。
4月8日日軍攻陷老河口。
4月12日國軍第5戰區第41軍、第45軍乘勝向光化、老河口、擋賊口、李官橋的日軍進行反擊。
4月13日，鄂北國軍收復老河口。
4月15日日軍一部退守鄧縣，一部增援李官橋。
4月25日，正在陕西省合阳整训的第28师奉第八战区命令，沿商洛公路驰援西峡口的第31集团军，接防第27军左翼第47师阵地毛姑寨（迷信寨）抗击日军139联队，相机攻占大红岭。在水洞沟脑与日军对峙一月有余。在丁河店与日军巷战。然后调第31集团军右翼接替第85军一个师防务至日本投降。
4月29日拂晓，日军163联队分路进攻丰字山、鹰爪山，85军23师一团先敌数分钟抢占制高点，旋即与正在攀登中的日军展开激烈争夺战。30日，两路日军会合将鹰爪山阵地四面包围。5月1日夜，日军被迫停止进攻向后撤退。5月2日，由鹰爪山向重阳店窜犯的日军163联队主力在中浦塘遭到中国军队的截击。日军急行突围至豆腐店固守待援，连处理战死、负伤士兵的时间都没有，不得已只将战死者的手指剁下就地掩埋。4日，31集团军完成对豆腐店的包围，开始对敌军的炮击。5月5日起中国砲兵集中射击豆腐店，并杂以空军炸射，曾使日军163联队第1大队长稻垣少佐负重伤，两位中队长山崎、石桥阵亡，7日，在增援部队掩护下，日军撤出豆腐店。此役，日军战死152人，负伤400人，作战“末期，官兵断炊”，陷于穷途末路。
5月10日至15日，西峡口第三次歼灭战。
5月中旬，鉴于突进失利，日军在“巩固而持久”的策略下，确定以奎文关阵地为核心，牢固地坚守西峡口地区。据此，31集团军决定从丁河—西峡口公路两侧向西峡口方面发起反攻。5月15日，日军以增援的第117师团的第203、205两大队集中攻击马头砦，但仍遭47师李奇亨击退，敌人伤亡惨重。5月21日，马头砦歼敌，创造西峡口第四次歼灭战。18日，85军110师对奎文关—霸王寨一线之敌发起进攻，先头部队绕道挺进，占领了西峡口南部和东北地区。途中，先后在马头山、金钟寺沟、九条岭与日军发生激战。110师330团先后派出三个突击队，奇袭西峡口，破坏敌人的通讯线路，炸了炸药库和汽车站。6月初，中国军队向丁河南侧的1180高地发起进攻，经反复争夺，最终控制了这一制高点。此后多次打退日军的反攻，丁河及其南北一线形成了中日对峙局面。5月16日，日军第1军为策应第12军在西峡口作战，以第五警备旅及独立第14旅团5000余人由陕县向灵宝、官道口（今属卢氏县）进犯。第一战区第4集团军及40军初战应对不力，寺河街、火山关、石大山等要地先后失陷。24日，177师主力在夜色掩护下袭取火山关，由石大山东南部的各个山头对日军形成了包围态势。日军发觉退路被切断，遂即改变原定计划，向177师阵地发起进攻。双方反复争夺，拼搏厮杀，阵地多次易手。中日空军分别出动飞机参战，日机被击落1架，两架带伤而逃。25日夜，日军突围而退。

## 過程（陝南方面）
3月23日日軍第110師團一部向長水鎮進攻。
4月9日國軍第l戰區第38軍主力、第96軍一部擊退進犯長水鎮之日軍。
4月10日日軍第110師團殘部轉向西陝口，至月底，雙方對峙于長水鎮附近地區。
5月16日日軍第69師團一部約5000多人進攻官道口。
5月16日日軍第69師團進攻靈寶。
5月29日國軍第1戰區第4集團軍主力及第40軍協力夾擊日軍，將其擊退，雙方傷亡均重。

## 結果
此次會戰日軍達到其會戰目標控制老河口空軍基地之目的，以戰爭目標來說日軍完全成功，佔據機場的時間中，其豫鄂方面受中方空中威脅大減。但問題是此機場只是前線中停的野戰基地，因此在基地遭日軍佔領前除了燃油物資外，停放在機場的只有待修中的2架B-25與1架P-40，對於空軍的實質損傷有限，同時國軍在老河口失守向西突圍前曾將機場設施加以徹底破壞，使得基地遭破壞後對日軍的價值大減。但中方反击，最后于5月下旬，全面恢复战前态势。
此外時間相近的湖北進行的湘西會戰中國軍成功守衛芷江機場，因此前線空軍基地與制空並未喪失，強行佔領老河口機場周遭的日軍反而陷入死地，而日軍此後便每戰屆敗，在之後當地多次發起空戰與轟炸行動導致日軍在當地的佔領無法有效推展，還陷入經營困境。據《中華民國史事日誌》，鄂北國軍在4月13日克复老河口。日本防卫厅战史室《大本营陆军部，下册》第554页也说：“第110、115、坦克三师团、骑兵第4旅团等于3月22日发起攻击。……于4月8日占领。……但在占领老河口后，又返回驻地。”的景象。